# Nagyszebeni evangélikus székesegyház
A nagyszebeni evangélikus székesegyház műemlékké nyilvánított épület Romániában, Szeben megyében. A romániai műemlékek jegyzékében az SB-II-m-A-12078 sorszámon szerepel.

## Története

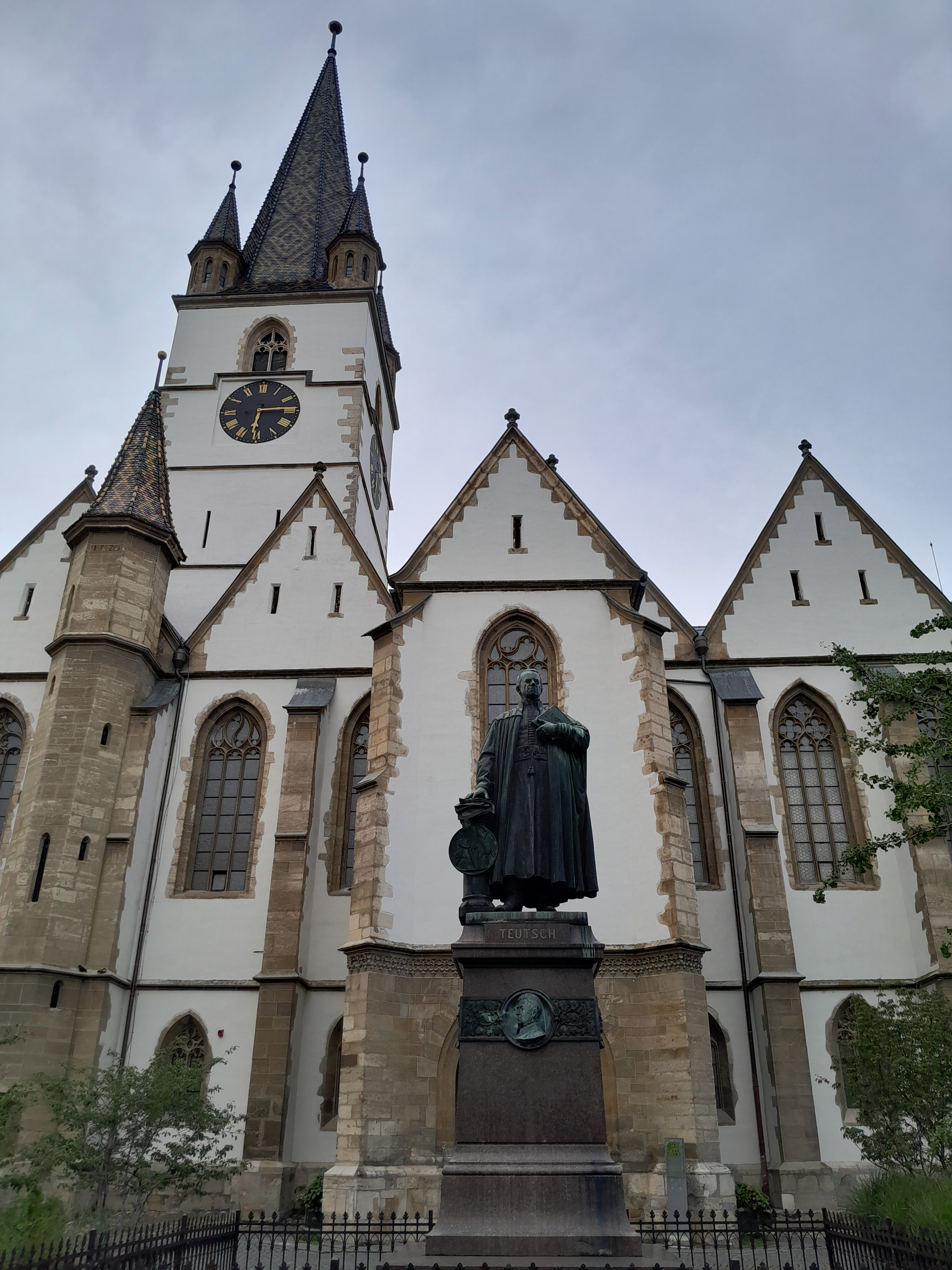
Székesegyház 2025

Építéstörténete dendrokronológiai kutatások alapján jól rekonstruálható. A négyzet és a déli kereszthajó feletti tetőhöz 1351–1353 között kivágott fákat használtak, míg a hajó tetőzetéhez 1362–1354 között kivágottakat. A 14. század végén a szentély új tetőzetet kapott, és minden álló szerkezetbe beépítettek egy hosszanti merevítést 1393–1397 között kivágott jegenyefenyőkből. A toronytól nyugatra épített ferula tetőszerkezete 1458–1459 telén, a déli mellékhajóé 1517–1518-ban kivágott fenyőkből készült.